# 邓锡铭
邓锡铭（1930年10月29日—1997年12月20日），男，广东东莞人，中国激光专家，中国科学院上海光学精密机械研究所研究员、高功率激光物理国家实验室主任。

## 生平
1952年毕业于北京大学物理系。1993年当选为中国科学院院士（学部委员）。